# Coleophora lebedella
Coleophora lebedella é uma espécie de mariposa do gênero Coleophora pertencente à família Coleophoridae.